# Chó Coton de Tulear
Chó Coton de Tulear (chó bông Tulear) là một giống chó nhỏ được đặt tên theo thành phố Tuléar ở Madagascar và theo lớp lông giống như bông của chúng. Chúng thường phát triển không quá cân nặng 18 pound và có màu trắng, đôi khi có các mảng lông màu xám, đen hoặc tam thể.

## Kích thước
Tiêu chuẩn Fédération Cynologique Internationale cho trọng lượng của Chó Coton de Tulear là từ 6 đến 8 kg (từ 13 đến 18 lb) đối với chó đực và trọng lượng đối với chó cái dao động trong khoảng 3,5 đến 5 kg (từ 7,7 đến 11,0 lb). Chiều cao của giống chó này (bao gồm cả dung sai) nằm trong khoảng từ 25 đến 30 cm (từ 9,8 đến 11,8 in) đối với chó đực và thấp hơn một chút, từ 22 đến 27 cm (từ 8,7 đến 10,6 in) đối với chó cái.
Tuy nhiên, tiêu chuẩn Coton de Tulear Club of America chỉ định trọng lượng không quá 18 lb (8,2 kg), với mức trọng lượng trung bình từ 11 đến 15 lb (khoảng từ 5,0 đến 6,8 kg) *. Chiều cao tiêu chuẩn Chó Coton de Tulear nằm trong khoảng từ 9 đến 13 in (tức từ 23 đến 33 cm), ngoại trừ chó Coton hiếm hiếm có chiều cao nhỉnh hơn, cao từ 15 đến 17 in (38 đến 43 cm). Giống chó Coton chân cao, có thể có ba loại màu lông và có thể được sinh ra từ một lứa đẻ với cha mẹ có kích thước bình thường mang gen phù hợp.